# Краеведческий музей (Ельск)
Краеведческий музей г. Ельска (бел. Краязнаўчы музей г. Ельска) — музей в Ельске Гомельской области Беларуси.

## Описание
Согласно постановлению исполкома райсовета трудящихся в г. Ельске 2 июля 1966 года открыт музей Народной Славы. В июне 1976 года на базе музея Народной Славы открыт Ельский краеведческий музей. С 11 января 2013 года —  Государственное учреждение культуры «Краеведческий музей г. Ельска». Профиль музея: комплексный.
С декабря 2004 года был открыт выставочный зал краеведческого музея, расположенный в отдельном здании.
Общая площадь музея составляет 246 м². Общая выставочная площадь составляет 221 м².
Основной фонд музея составляет более 3500 единиц.
В музее размещены 4 экспозиционных зала: постоянная экспозиция заслуженного работника культуры БССР, самодеятельного художника М. Засинца (картины включены в Государственный каталог Музейного фонда Республики Беларусь); Великой Отечественной войны; природы; этнографии и быта.
Музей принимает участие в международной акции «Ночь музеев».
Сотрудниками музея разработаны маршрут «Дорогами войны» и открытая экскурсия «Пеш.com» с посещением объектов историко-культурного наследия района.

## Экспозиции
- Революция, гражданская война. Экспонируются фото и документальные материалы об участниках гражданской войны, первых организаторах и председателях первых колхозов.[2]
- Великая Отечественная война. Экспонируются материалы о деятельности подпольного обкома и райкома партии, создании партизанских отрядов на территории района, о злодеяниях немецко-фашистских захватчиков на Ельщине, об освобождении города и района. Представлены фотографии и документы об участии ельчан в партизанском движении и в борьбе против фашистского террора.
- Природа края. Представлен растительный и животный мир региона.
- Этнография и быт. Представлена коллекция народного искусства района: тканые андараки, сорочки, пояса, передники, покрывала, рушники. Экспонируются материалы, характеризующие развитие домашних ремесел – самопрядки, терницы, ткацкий станок, коши, корзины и др., гончарные изделия.
- Выставка М. Н. Засинца. Выставка работ заслуженного работника культуры БССР, уроженца д. Медведное Ельского района самодеятельного художника М. Н. Засинца (в коллекции музея 65 работ художника, фото и документальные материалы о нём).
- Представлены выставки живописи, графики, декоративно-прикладного творчества; фотовыставки, обменные выставки из фондов музеев области, выставки на духовную тематику.

В музее хранятся материалы, посвящённые Герою Советского Союза Яну Налепке.

## Достижения
- За участие в районном соревновании по социально-экономическому развитию Ельского района в 2011 году среди учреждений культуры музей награжден диплом XI степени.
- За участие в первом национальном форуме «Музеи Беларуси» в Гродно (2012) — диплом Министерства культуры Республики Беларусь.
- За участие в национальной выставке наивного искусства «INSITA-2012» (Витебск) — диплом участника IV.